# 古官話
古官話（こかんわ、Old Mandarin）または早期官話（そうきかんわ、Early Mandarin）とは、後期宋、元、明、清の時代の中国語（官話）である。

## 特徴
- 元代には唐宋以来の漢音を使っていたと考えられている[1][2]。
- 語彙面、文法面で、文語と口語の差が広がった。明代から清代には、口語による白話小説が広く書かれるようになった。
- 北方方言ではアルタイ諸語の影響で動詞が文末に後置されるようになった。
- 元代と清代には北方語を中心に、アルタイ諸語から幾つか語彙を吸収したことがあった。ちなみに介詞"把"は唐代に既にあった。例：白居易の『戯醉客』には「莫把杭州刺史欺」。
- 元代口語では文末助詞の「有」が多用された。
- 都のあった北京の言葉を中心にした言語が全国に広まり始めた。この言語は「正音」と呼ばれていたが、官吏が主に使用したことから明代以降「官話」の呼び名が定着するようになった[3]。
- 多くの北方方言で入声が消滅する[4]。
- 明代、北方方言を中心に「児化音」が現れた。これはアルタイ諸語からの影響でなく、北方方言自らの音韻変化である。
- 軟口蓋音の口蓋化が進行する。(清代乾隆期)[5]